# Conte di Hertford
I titoli nobiliari di conte di Hertford e marchese di Hertford sono stati creati più volte nel corso della storia dei pari del Regno Unito.

## Storia
La terza creazione avvenne per Edward Seymour, I conte di Hertford che fu creato anche barone Beauchamp di Hache. Suo nipote William Seymour, II duca di Somerset ricevette quindi il titolo di marchese di Hertford e per lui venne ripristinato il titolo di duca di Somerset. Quest'ultimo titolo si estinse nel 1675, mentre gli altri tre nel 1750.
Il marchesato che esiste a tutt'oggi venne creato nel 1793, attualmente il signore di Hertford detiene diversi titoli: conte di Yarmouth (creato nel 1793), conte di Hertford (creato nel 1750), visconte Beauchamp (creato nel 1750), barone Conway (creato nel 1703) e barone Conway di Killultagh (creato nei paria d'Irlanda nel 1712), l'erede dell'attuale signore usa il titolo di conte di Yarmouth.
I marchesi di Hertford fanno parte della famiglia Seymour comandata dai duchi di Somerset. Francis Seymour (1679-1732), era il quarto figlio di Edward Seymour di Berry Pomeroy, IV baronetto, un discendente di Edward Seymour, I duca di Somerset, alla morte del fratello maggiore Francis subentrò ed ereditò titolo e terre di Edward Conway, I conte di Conway (1623 circa-11 agosto 1683) che era morto senza eredi. Nel 1703 si aggiunse ai suoi titoli quello di barone Conway e nel 1712 fra i paria d'Irlanda venne nominato barone Conway di Killultagh.
Nel 1750 suo figlio Francis Seymour-Conway, II barone Conway fu nominato visconte Beauchamp e conte di Hertford. Questi ultimi erano titoli che erano appartenuti ai duchi di Somerset che si erano estinti quell'anno con la morte del loro parente Algernon Seymour, VII duca di Somerset. Nel 1790 Francis Seymour-Conway fu onorato con i titoli di conte di Yarmouth e marchese di Hartford, titolo quest'ultimo che era detenuto dai duchi di Somerset, ma che si era estinto nel 1675.
La residenza di famiglia è a Ragley Hall, vicino a Alcester nel Warwickshire.

## Conte di Hertford, prima creazione (1138)
- Riccardo fitz Gilbert di Clare (morto il 15 aprile 1136), il suo titolo di I conte di Hertford è messo in dubbio dagli storici[1]
- Gilberto di Clare, I conte di Hertford (1115-1153)
- Ruggero di Clare, II conte di Hertford (1116-1173)
- Riccardo di Clare, III conte di Hertford (1153-1217)

per altri conti vedere il titolo di conte di Gloucester.

## Conti di Hertford, seconda creazione (1537)
- Edward Seymour, I duca di Somerset, titolo confiscato nel 1552

## Conti di Hertford, terza creazione (1559)
- Edward Seymour, I conte di Hertford
- William Seymour, II duca di Somerset, divenuto marchese di Hertford nel 1641

## Marchese di Hertford, prima creazione (1641)
- William Seymour, II duca di Somerset
- William Seymour, III duca di Somerset (1654-12 dicembre 1671)
- John Seymour, IV duca di Somserset (prima del 1646-29 aprile 1675) il marchesato si estingue alla sua morte

## Conti di Hertford, terza creazione, continuo
- Francis Seymour, V duca di Somerset (17 gennaio 1658-20 aprile 1678)
- Charles Seymour, VI duca di Somerset (13 agosto 1662-2 dicembre 1748)
- Algernon Seymour, VII duca di Somerset

## Baroni di Conway, seconda creazione (1701)
- Francis Seymour-Conway, I barone Conway (28 maggio 1679-3 febbraio 1731 o 1732)
- Francis Seymour-Conway, II barone Conway (creato conte di Hertford nel 1750 e marchese di Hertford nel 1793)

## Marchese di Hertford, seconda creazione (1750)
- Francis Seymour-Conway, I marchese di Hertford (5 luglio 1718-14 giugno 1794)
- Francis Ingram Seymour-Conway, II marchese di Hertford (12 febbraio 1743-28 giugno 1822)
- Francis Charles Seymour-Conway, III marchese di Hertford (11 marzo 1777-1º marzo 1842)
- Richard Seymour-Conway, IV marchese di Hertford (22 febbraio 1800-25 agosto 1870)
- Francis George Hugh Seymour-Conway, V marchese di Hertford (11 febbraio 1812-25 gennaio 1854)
- Hugh de Grey Seymour, VI marchese di Hertford (22 ottobre 1843-23 marzo 1912)
- George Francis Alexander Seymour, VII marchese di Hertford (20 ottobre 1871-16 febbraio 1940)
- Hugh Edward Conway Seymour, VIII marchese di Hertford (29 marzo 1930-22 dicembre 1997)
- Henry Jocelyn Seymour, IX marchese di Hertford (nato il 6 luglio 1958)

L'erede al titolo è il figlio dell'attuale marchese, William Francis Seymour, conte di Yarmouth (nato nel 1993)